# Bruce Golding
Bruce Golding (ur. 5 grudnia 1947 w Chapelton) – jamajski polityk, lider Jamajskiej Partii Pracy, premier Jamajki od 11 września 2007 do 23 października 2011.

## Życiorys
Bruce Golging urodził się w 1947 w Chapelton w regionie Clarendon. Jego ojciec, Tacius Golding, był pierwszym przewodniczącym Izby Reprezentantów w niepodległej Jamajce. W wieku 5 lat rozpoczął edukację w szkole podstawowej Watermount Elementary School. W styczniu 1954 przeniósł się do szkoły Skibo Elementary School, a w czerwcu 1954 do Macca Tree Elementary. W 1955 zamieszkał w Alpha, gdzie ukończył szkołę Alpha Primary. Następnie uczęszczał do szkoły średniej St. George’s College w Kingston. W 1969 ukończył ekonomię na Uniwersytecie Indii Zachodnich.
W 1968 został członkiem zarządu Komisji Loterii Narodowych. W tym samym roku został wybrany wiceprzewodniczącym Jamajskiej Partii Pracy (JLP) w okręgu West St. Catherine. W 1969, tuż po zakończeniu studiów, został wybrany deputowanym do Izby Reprezentantów z ramienia JLP w tym okręgu. W 1970 był współzałożycielem organizacji młodzieżowej JLP – "Młoda Jamajka" (Young Jamaica). W 1974 objął stanowisko sekretarza generalnego JLP.
W wyborach w 1976 nie uzyskał mandatu deputowanego. W 1977 został mianowany w skład Senatu. Po kolejnych wyborach w 1980 zachował mandat senatora. W tym samym roku objął również stanowisko ministra budownictwa. W wyborach w 1983, 1989 oraz w 1993 uzyskał mandat deputowanego do Izby Reprezentantów. W 1984 został mianowany przewodniczącym JLP i kilkakrotnie pełnił obowiązki szefa rządu w czasie nieobecności Edwarda Seaga.
Po porażce wyborczej JLP w 1989, objął funkcję ministra finansów w gabinecie cieni. Niezadowolony z polityki partii, w 1995 opuścił szeregi Jamajskiej Partii Pracy i założył własne ugrupowanie Narodowy Ruch Demokratyczny (National Democratic Movement). W wyborach w 1997 oraz w 2002 partia ta nie zdobyła żadnego mandatu.
Po wyborach w 2002, Golding powrócił do Jamajskiej Partii Pracy. W tym samym roku został mianowany do Senatu. W lutym 2005 zastąpił na stanowisku przewodniczącego JLP Edwarda Seaga, objął również funkcję ministra spraw zagranicznych i ministra handlu w gabinecie cieni. W kwietniu 2005 objął mandat deputowanego po Edwardzie Seaga, zostając liderem opozycji w parlamencie.
W wyborach parlamentarnych 3 września 2007 Jamajska Partia Pracy odniosła zwycięstwo, zdobywając 33 z 60 mandatów w parlamencie. Dotychczasowa premier Portia Simpson-Miller zaakceptowała wyniki głosowania i swoją porażkę dwa dni później. 11 września 2007 Golding został zaprzysiężony przez gubernatora generalnego na stanowisko szefa rządu, obejmując również funkcje ministra planowania i rozwoju, obrony oraz informacji i telekomunikacji.
W maju 2010 rząd Goldinga, pod wpływem nacisków ze strony opinii społecznej, zgodził się na ekstradycję domniemanego barona narkotykowego Christophera Coke'a do Stanów Zjednoczonych. Wcześniej przez 9 miesięcy był temu przeciwny, uzasadniając swoją decyzję błędami prawnymi w zbieraniu dowodów przeciw podejrzanemu. Decyzja rządu spowodowała wybuch zamieszek i starć na ulicach Kingston, w których zginęło ponad 70 osób.
We wrześniu 2011 premier Golding zapowiedział rezygnację ze stanowiska szefa rządu oraz lidera Jamajskiej Partii Pracy. Powodem jego decyzji była sprawa ekstradycji Christophera Coke'a. 10 października 2011 kandydatem na nowego szefa partii został Andrew Holness. 18 października 2011 premier Golding ogłosił rezygnację ze stanowiska premiera i przekazanie urzędu Holnessowi, co nastąpiło 23 października 2011.
Bruce Golding jest żonaty, ma troje dzieci.